# 32 Budziszyński Pułk Piechoty
32 Budziszyński pułk piechoty (32 pp) – oddział piechoty ludowego Wojska Polskiego.

## Formowanie i zmiany organizacyjne
Pułk został sformowany w rejonie Siedlec na podstawie rozkazu nr 8 Naczelnego Dowództwa WP z 20 sierpnia 1944 w oparciu o sowiecki etat pułku strzeleckiego nr 04/501. Zaprzysiężenia dokonano 22 października 1944 r. w Mordach.
Wchodził w skład 8 Drezdeńskiej Dywizji Piechoty z 2 Armii WP.
Skład etatowy

dowództwo i sztab
- 3 bataliony piechoty
- kompanie: dwie fizylierów, przeciwpancerna, rusznic ppanc, łączności, sanitarna, transportowa
- baterie: działek 45 mm, dział 76 mm, moździerzy 120 mm
- plutony: zwiadu konnego, zwiadu pieszego, saperów, obrony pchem, żandarmerii

Razem
żołnierzy 2915 (w tym oficerów – 276, podoficerów 872, szeregowców – 1765).
Sprzęt
162 rkm, 54 ckm, 66 rusznic ppanc, 12 armat ppanc 45 mm, 4 armaty 76 mm, 18 moździerzy 50 mm, 27 moździerzy 82 mm, 8 moździerzy 120 mm

## Działania bojowe
Od chwili sformowania do zakończenia wojny pułk walczył w składzie 8 Dywizji Piechoty.
Po sforsowaniu Nysy walczył na południe od Rothenburga, a następnie o Niesky, pod Ödernitz i Kamenz. Pod Milkwitz, Quos i Oppitz pułk toczył krwawe walki obronne. Na północ od Lomske zorganizował obronę stałą. W ramach operacji praskiej walczył pod Mikulašowicami. Szlak bojowy zakończył 15 maja 1945 r. we wsi Libešyce, 4 km na północny wschód od łuku Łaby
|  |  |

## Okres powojenny
20 maja 1945 dowódca pułku wysłał na samochodach grupę operacyjną, która miała jak najszybciej wystawić posterunek na moście na Odrze we Frankfurcie. sztab pułku rozlokował się w Cybince.
Od 28 maja 1945 pułk ochraniał zachodnią granicę Polski od Polanowic do ujścia Nysy Łużyckiej do Odry. Sztab pułku mieścił się na Przedmieściu Krośnieńskim (koszary w Komorowie). Jego 1 batalion na odcinku od Odry do Budoradza zorganizował strażnice w Kosarzynie, Żytowaniu i w okolicy Budoradza; 2 batalion od Budoradza do południowego skraju Gubina zorganizował jedną strażnicę i 3 batalion na odcinku od Gubina do Polanowic zorganizował strażnice na południe od Gubina, w Sękowicach i Polanowicach.
Żołnierze pułku uczestniczyli w zwalczaniu samodzielnego batalionu operacyjnego NSZ „Zuch” kpt. Antoniego Żubryda. 23 czerwca 1946 w rejonie wsi Niebieszczany pułk rozbił antykomunistyczny oddział tego zgrupowania; do niewoli dostało się 21 partyzantów.
Miejsce stacjonowania jednostki
- Cybinka (maj 1945)
- Gubin-Komorów (czerwiec 1945)
- Gorlice (1945)
- Brzozów (1946)
- Sanok (1946)
- Skierniewice (do 1949)
- Rogowo

## Żołnierze pułku
Dowódcy pułku
- p.o. por. Aleksander Sarkisow ps. Szaruga[8]
- p.o. mjr Leonard Kuksynowicz (zastępca dowódcy ds. liniowych)[9]
- mjr Feliks Kondracki (8 września 1944[10] – 3 kwietnia 1945)
- ppłk Juliusz Hibner (3 kwietnia 1945 – 1946)
- ppłk Ludwik Bałos (1 IX 1947 – 21 I 1948 → szef wydziału w DOW Nr V)

| Odznaczeni Krzyżem Srebrnym Orderu „Virtuti Militari” ppłk Emil Cimura ppor. Mieczysław Czaplicki kpt. Józef Kuźma chor. Edmund Moskalew por. Mieczysław Michalski mjr Franciszek Szymendera | Odznaczeni Krzyżem Grunwaldu III klasy ppor. Feliks Ciborowski chor. Jan Górnicki mjr Juliusz Hibner szer. Władysław Korszun ppor. Wacław Krysiński strz. Czesław Skolasiński por. Mieczysław Stachura-Michalski por. Franciszek Szymendera |

Odznaczeni Krzyżem Walecznych
ppor. Adach Marian
strz. Andron Józef
kpr. Babiak Bronisław
sierż. Bakal Marian
ppłk. Bałoś Ludwik
ppor. Baranów Aleksy
chor. Baranowski Czesław
chor. Bartoszek Stefan
por. Besen Edward
plut. Bigunajtis Zygmunt
st. sierż. Borkowski Jan
chor. Caune Andrzej
st. sierż. Cieśliński Wacław
plut. Cymerman Stanisław
kpt. Cywicki Władysław
kpr. Czerko Jan
por. Czykiniew Mikołaj
ppor. Dmochowski Zdzisław
plut. Dobosz Antoni
kan. Dragun Antoni
strz. Dudzik Czesław
plut. Dulemba Stefan
kpr. Duża Piotr
ppor. Dworniczek Dominik
ppor. Dziurzyński Mieczysław
strz. Feodorczyk Edward
kpr. Głębocki Wacław
kpr. Gnatowski Kazimierz
kpr. Gomółka Henryk
kpr. Gontarz Celestyn
sierż. Góral Aleksander
chor. Gradowski Jerzy
bomb. Grała Władysław
kpr. Grochowski Wacław
ppor. Grudkowski Sergiusz
sierż. Guellard Stefan
plut. Hajdkiewicz Władysław
ppor. Hercuń Franciszek
ppor. Hochberg Michał
kpt. Holak Michał
chor. Indyk Tadeusz
plut. Jakubiak Wacław
st. sierż. Jandziński Tadeusz
st. sierż. Jankowski Jan
st. sierż. Jaworski Eugeniusz
ppor. Jodź Wiktor
strz. Kalisz Wacław
ogn. Kapela Jan
ppor. Kawa Franciszek
plut. Klimowicz Marian
ppor. Kłos Stanisław
por. Knisziah Wiktor
kpr. Kobyłka Jan
kpr. Konopski Eugeniusz
kpr. Kosek Edward
plut. Kowalczyk Stanisław
strz. Kawalski Wacław
por. Kozaczewskl Adolf
ppor. Krajza Wincenty
ppor. Krawczuk Franciszek
chor. Krzywański Ryszard
ppor. Kudriawcew Aleksander
ppor. Kunica Bolesław
strz. Kuprewicz Jan
plut. Kurek Henryk
sierż. Lewrynowicz Czesław
kpr. Leniek Stanisław
ppor. Lenków Wasyl
ppor. Lubicki Andrzej
strz. Lupka Stanisław
por. Łabędź Stanisław
strz. Łubankow Konstanty
por. Łazarczyk Bolesław
strz. Łopacki Józef
sierż. Łukasiewicz Józef
chor. Łukasiewicz Czesław
st. strz. Maciejewski Witold
strz. Maciejewski Władysław
por. Mardeusz Zdzisław
ppor. Mazurek Józef
por. Michalski Bronisław
plut. Mikołajun Wacław
ppor. Mikucki Konstanty
plut. Miniarz Romuald
st. sierż. Minuczyc Wilhelm
sierż. Murawski Bronisław
kan. Nagniewski Zygmunt
chor. Nesteruk Konstanty
bomb. Nikonczuk Czesław
kpt. Nowakowski Konstanty
ppor. Ostrowski Władysław
st. strz. Palejko Leonard
słerż. Pfeifer Tadeusz
plut. Pieczetowski Jan
kpt. Pięta Stanisław
strz. Pietkiewicz Napoleon
bomb. Pietrulewicz Edward
kpr. Piotrowski Czesław
ppor. Piotrowski Tadeusz
strz. Ponczkowski Bronisław
strz. Poźniak Henryk
plut. Pytyw Bronisław
st. sierż. Radomyski Stanisław
kpr. Radzicz Zdzisław
chor. Rechtowski Julian
sierż. Rołson Marian
kpr. Rostek Eugeniusz
kpr. Rusiniak Henryk
kpr. Sabaj Albin
kpr. Salach Władysław
sierż. Sawicki Stefan
sierż. Sikorski Franciszek
plut. Siuder Henryk
strz. Skolasiński Czesław
kpr. Skwarski Stanisław
strz. Sobczak Czesław
ppor. Sobiecki Mieczysław
ppor. Sokołowski Stanisław
plut. Solczak Edward
kpr. Stelmach Bronisław
kpr. Stelmach Józef
ppor. Subocz Antoni
kpt. Szczerban Jan
por. Szayna Przemysław
kpr. Sznabel Franciszek
kpt. Szymendera Franciszek
kpt. Śpiewak Kazimierz
strz. Tarkowski Zdzisław
kpr. Tłumacz Stefan
ppor. Tołkowicz Stanisław
st. ogn. Tomaszewski Jan
sierż. Trandziuk Józef
kpr. Wasilczuk Tadeusz
strz. Wiecak Jan
ppor. Wierzbicki Michał
strz. Wikel Stanisław
sierż. Wilczyński Jan
por. Witkowski Mieczysław
kpr. Woliński Jan
chor. Wrotkowski Kajetan
sierż. Wutka Eliasz
sierż. Wysocki Czesław
por. Zajadlak Wiktor
ppor. Zdrojewski Jerzy
sierż. Zwierzyński Jan
kpr. Żukowski Wincenty